# Советник президента США по внутренней безопасности
Помощник президента США по вопросам внутренней безопасности и контртерроризма (англ. Assistant to the President for Homeland Security and Counterterrorism), обычно упоминаемый как Советник по внутренней безопасности (англ. Homeland Security Advisor, сокр. HSC), а также иногда Заместитель советника по вопросам национальной безопасности, ответственный за внутреннюю безопасность и борьбу с терроризмом (англ. Deputy National Security Advisor for Homeland Security and Counterterrorism) — старший помощник в Исполнительном офисе президента США, выполняющий функции главного советника президента США по вопросам, касающимся внутренней безопасности и борьбы с терроризмом. Является членом Совета внутренней безопасности США.
Назначается президентом США без утверждения Сената США.
Сразу же после терактов 11 сентября 2001 года президентом США Джорджем Бушем-младшим было создано временное Управление внутренней безопасности. Его директором был назначен Том Ридж, должность которого с 5 октября 2001 года стала официально называться Советник по внутренней безопасности.
В период президентства Джорджа Буша-младшего Советник по внутренней безопасности был независимым от Совета национальной безопасности США и относился к Совету внутренней безопасности США. В период президентства Барака Обамы, хотя Совет внутренней безопасности США был сохранён, однако Советник именовался Заместителем советника по вопросам национальной безопасности, ответственным за внутреннюю безопасность и борьбу с терроризмом, подчиняясь при этом Советнику президента США по национальной безопасности.

## Список Советников по внутренней безопасности
| № п/п | Изображение | ФИО                     | Период полномочий | Период полномочий | Президент          |
| № п/п | Изображение | ФИО                     | Начало            | Конец             | Президент          |
| ----- | ----------- | ----------------------- | ----------------- | ----------------- | ------------------ |
| 1     |             | Том Ридж                | 20 сентября 2001  | 24 января 2003    | Джордж Буш-младший |
| 2     |             | Джон Гордон             | 30 апреля 2003    | 28 мая 2004       | Джордж Буш-младший |
| 3     |             | Фрэнсис Таунсенд        | 28 мая 2004       | 30 марта 2008     | Джордж Буш-младший |
| 4     |             | Кен Вайнштейн           | 30 марта 2008     | 20 января 2009    | Джордж Буш-младший |
| 5     |             | Джон Бреннан            | 20 января 2009    | 8 марта 2013      | Барак Обама        |
| 6     |             | Лиза Монако             | 8 марта 2013      | 20 января 2017    | Барак Обама        |
| 7     |             | Том Боссерт             | 20 января 2017    | 10 апреля 2018    | Дональд Трамп      |
| -     |             | Роб Джойс (и. о.)       | 10 апреля 2018    | 11 мая 2018       | Дональд Трамп      |
| 8     |             | Дуг Фирс                | 1 июня 2018       | 12 июля 2019      | Дональд Трамп      |
| 9     |             | Питер Дж. Браун         | 12 июля 2019      | 7 февраля 2020    | Дональд Трамп      |
| 10    |             | Джулия Нишиуот          | 21 февраля 2020   | 20 января 2021    | Дональд Трамп      |
| 11    |             | Элизабет Шервуд-Рэндалл | 20 января 2021    | 20 января 2025    | Джо Байден         |
| 12    |             | Стивен Миллер           | 20 января 2021    | н. в.             | Дональд Трамп      |